# Аристовка (Старомайнский район)
Аристовка — село в Старомайнском районе Ульяновской области России. Входит в состав Жедяевского сельского поселения.

## География
Село находится в северо-западной части Левобережья, в лесостепной зоне, в пределах Низкого Заволжья, к востоку от Куйбышевского водохранилища, на расстоянии примерно 13 километров (по прямой) к северо-востоку от посёлка городского типа Старая Майна, административного центра района. Абсолютная высота — 61 метр над уровнем моря.
Климат
Климат характеризуется как умеренно континентальный, с тёплым летом и умеренно холодной снежной зимой. Средняя температура воздуха самого тёплого месяца (июля) — 20 °C (абсолютный максимум — 39 °C); самого холодного (января) — −13,8 °C (абсолютный минимум — −47 °C). Продолжительность безморозного периода составляет в среднем 131 день. Среднегодовое количество атмосферных осадков составляет 406 мм. Снежный покров образуется в конце ноября и держится в течение 145 дней.
Часовой пояс
Село Аристовка, как и вся Ульяновская область, находится в часовой зоне МСК+1. Смещение применяемого времени относительно UTC составляет +4:00.

## История
Село Аристовка основано в начале XIX века как владельческое сельцо дворян Аристовых. Прапорщик Тимофей Матвеевич Аристов, кроме этой земли, имел земли и крестьян в Жедяевке, Матвеевке и Новиковке, а его сын, капитан Иван Тимофеевич Аристов, получив по наследству земли и крестьян, образовал у безымянного озера сельцо, названное по его фамилии Аристовкой. 
К 1816 году в сельце жило 157 жителей. От Ивана сельцо перешло по наследству двум его сыновьям, потому крестьяне были разделены на две общины, которые назывались по именам владельцев – Александровская и Николаевская.
К 1859 году в Аристовке 47 дворов и 584 жителя.
После реформы 1861 года количество земли у крестьян обеих общин уменьшилось до 612 десятин.
12 ноября 1882 года в сельце Аристовка открылось земское училище, которое располагалось в собственном доме, устроенном дворянами Николаем и Александром Аристовыми. Попечительницей здесь была дворянка Вера Николаевна Аристова, законоучителем был священник из Жедяевки Михаил Смелков, а учительницей — Анна Михайлова из Казанской учительской школы. Уже в первый год в училище учился 31 человек, все местные, русские.
В 1908 году в Аристовке 120 дворов и 699 жителей. Аристовка относилась к Жедяевскому приходу, но в 1912 году в Аристовку выделяется престол из Жедяевской церкви в честь Казанской Божьей Матери, и в том же году в Аристовке была построена деревянная церковь. Церковь строили всем миром, а материальную помощь в ее строительстве оказал здешний помещик Илья Николаевич Аристов. Небольшую часовенку на кладбище построил Иван Михайлович Глазов.
После революции в селе был создан сельский Совет.
В 1921 год в двухэтажном барском доме был образован детский дом, позже это здание сгорело. 
В 1927 году в здешней начальной школе было 45 учеников, а учительницей была Кудрина Зинаида Николаевна.
В 1929 году, перед коллективизацией, в селе было 147 хозяйств и 735 жителей.
21 марта 1930 года был образован колхоз «Красное Знамя». 
С ВОВ 50 селян не вернулись в родное село.
В 1950-х годах к здешнему колхозу присоединили колхозы Верхней Матросовки (имени Шевченко) и Арчиловки («Власть Труда»), а в 1958 году и колхоз «Красное Знамя» был присоединён к колхозу Карла Маркса (Волостниковка). 
В 1959 году в Аристовке было еще 385 жителей, а в 1979 году — 162 жителя.
К XXI веку Аристовка — отделение колхоза «Родина» (Жедяевка).

## Население
| 2010 |
| ---- |
| 91   |

Национальный состав
В 1999 году в селе 53 хозяйства и 145 жителей. Согласно результатам переписи 2002 года, в национальной структуре населения русские составляли 98 % из 115 чел.

## Инфраструктура
В селе начальная школа, отделение колхоза «Родина». В 1 километре к северо-западу от села находится  болгарское городище.